# Großer Preis von Deutschland 1991
Der Große Preis von Deutschland 1991 (offiziell Grosser Mobil 1 Preis von Deutschland) fand am 28. Juli auf dem Hockenheimring in Hockenheim statt und war das neunte Rennen der Formel-1-Weltmeisterschaft 1991.

## Berichte

### Hintergrund
Stefan Johansson wurde bei Footwork durch Alex Caffi ersetzt und beendete seine Formel-1-Karriere mit dem damaligen Rekord, die meisten Podiumsplätze ohne einen Sieg errungen zu haben. Diese Marke wurde erst 2009 beim Großen Preis von Malaysia durch Nick Heidfeld erreicht und zwei Jahre später an gleicher Stelle übertroffen.
Wegen vertraglicher Verpflichtungen in der japanischen Formel 3000 konnte Johnny Herbert nicht zum Deutschland-GP antreten. Das Team Lotus gab daraufhin dem einheimischen Paydriver Michael Bartels die Chance, sein Formel-1-Debüt zu absolvieren.
Mit Ayrton Senna, Nelson Piquet (jeweils dreimal), Michele Alboreto und Alain Prost (jeweils einmal) traten vier ehemalige Sieger zu diesem Grand Prix an. Alboreto gewann dabei den Großen Preis von Deutschland, als dieser auf dem Nürburgring ausgetragen wurde.

### Training
Infolge ihrer Ergebnisse während der ersten Saisonhälfte mussten neben Fondmetal und Coloni fortan die Teams Brabham, Footwork und AGS anstelle von Jordan, BMS und Modena an der Vorqualifikation teilnehmen.
Aufgrund eines Reifenschadens hatte Senna während des ersten freien Trainings einen der schwersten Unfälle seiner Karriere. Sein McLaren MP4/6 überschlug sich nach dem Überfahren eines Curbs in ungünstigem Winkel mehrfach. Senna entkam dennoch unverletzt. Ein weiterer schwerer Unfall ereignete sich am Samstagvormittag in der Ostkurve, als Érik Comas mit seinem Ligier JS35B von der Strecke abkam und der Wagen Feuer fing. Comas absolvierte das zweite Zeittraining in einem T-Car, verfehlte jedoch die Qualifikation.
Die Piloten Nigel Mansell, Senna, Gerhard Berger und Riccardo Patrese qualifizierten sich mit Rundenzeiten, die sich um lediglich rund 0,35 Sekunden unterschieden, für die ersten vier Startplätze. Prost, der sich als der schnellere der beiden Ferrari-Piloten den fünften Startplatz sicherte, war auf seiner besten Runde rund 1,5 Sekunden langsamer als Mansell. Jordan-Pilot Andrea de Cesaris, der hinter Prosts Teamkollege Jean Alesi auf dem siebten Platz folgte, fehlten bereits rund 3,2 Sekunden auf die absolute Bestzeit. Die beiden Benetton-Piloten Piquet und Roberto Moreno folgten auf den Startplätzen acht und neun vor Pierluigi Martini im Minardi M191 und Bertrand Gachot im zweiten Jordan 191.

### Rennen

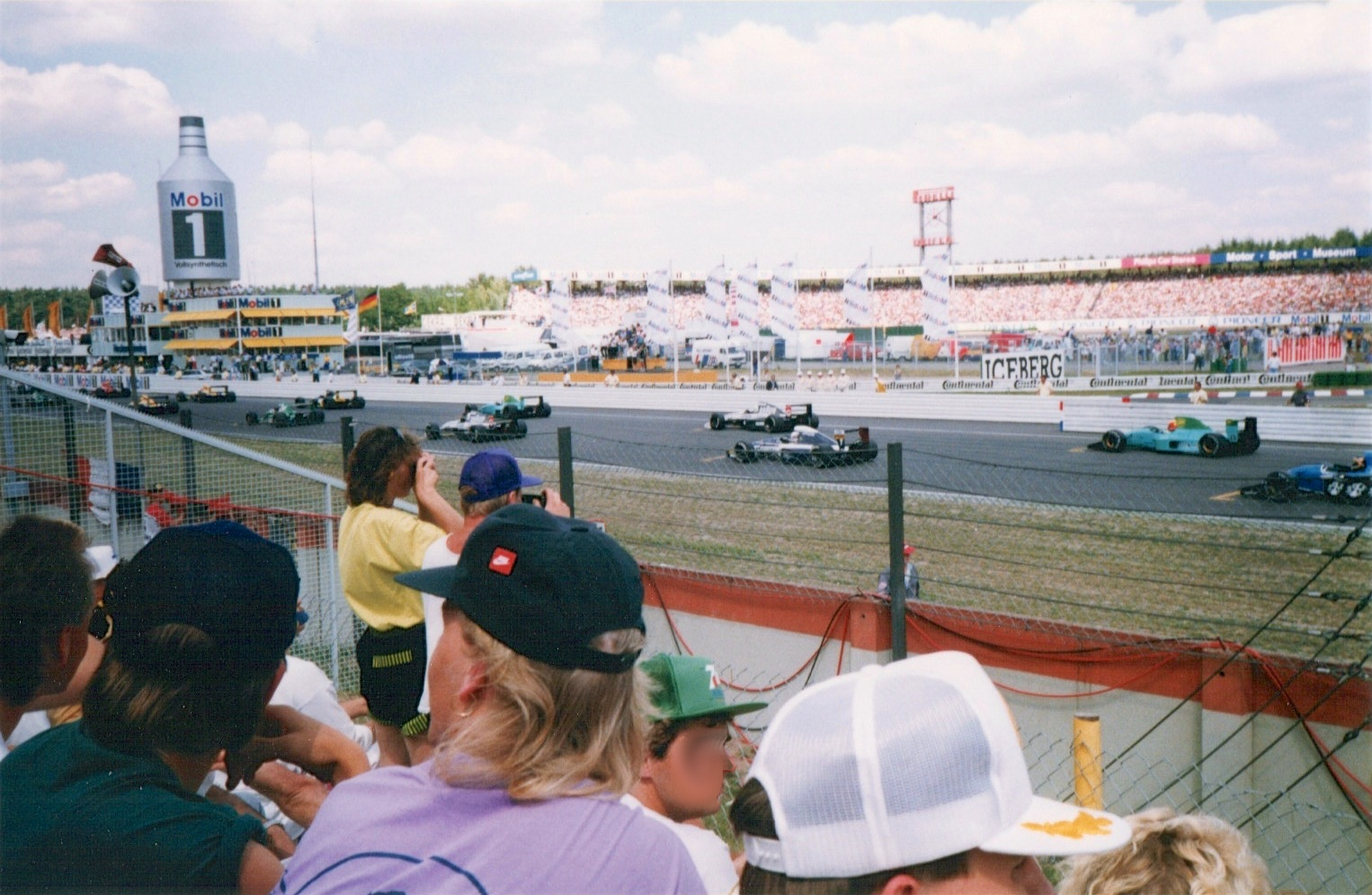
Startaufstellung (kurz vor Rennbeginn)

Nach einem guten Start setzte sich Mansell sofort von seinen Konkurrenten ab. Berger folgte zunächst auf dem zweiten Rang vor Senna, Prost, Alesi und Patrese. In der 13. Runde verlor er durch einen unplanmäßigen Boxenstopp den Anschluss an die Verfolgergruppe.
Durch Mansells Boxenstopp übernahm Alesi, der das Rennen ohne zwischenzeitlichen Reifenwechsel absolvierte, ab Runde 19 für zwei Umläufe die Spitzenposition, da auch Senna und Prost kurz zuvor ihre Stopps absolviert hatten und dadurch kurzzeitig zurückgefallen waren. Bis zur 37. Runde überholte Patrese sowohl Prost und Senna als auch Alesi und stellte somit eine Doppelführung der beiden Williams-Piloten her.
Im Duell um den vierten Rang hinter Alesi kollidierten Senna und Prost leicht. Der Franzose schied aus. Senna blieb zum zweiten Mal in Folge in der letzten Rennrunde wegen Kraftstoffmangels liegen. Im Gegensatz zum Großen Preis von Großbritannien zwei Wochen zuvor reichte seine zurückgelegte Distanz jedoch nicht aus, um innerhalb der Punkteränge gewertet zu werden, sondern lediglich als Siebter. Sein Teamkollege Berger verfügte gegen Rennende ebenfalls nur noch über einen geringen Kraftstoffvorrat. Er erreichte allerdings regulär als Vierter das Ziel und blieb erst während der Auslaufrunde stehen. Die beiden Jordan-Piloten de Cesaris und Gachot belegten die Plätze fünf und sechs.
Mit den durch den Doppelsieg hinzugewonnenen 16 WM-Punkten übernahm Williams in der Konstrukteurswertung knapp vor McLaren die Führung.

## Meldeliste
| Team                              | Nr. | Fahrer             | Chassis            | Motor                    | Reifen |
| --------------------------------- | --- | ------------------ | ------------------ | ------------------------ | ------ |
| Honda Marlboro McLaren            | 01  | Ayrton Senna       | McLaren MP4/6      | Honda RA121E 3.5 V12     | G      |
| Honda Marlboro McLaren            | 02  | Gerhard Berger     | McLaren MP4/6      | Honda RA121E 3.5 V12     | G      |
| Braun Tyrrell Honda               | 03  | Satoru Nakajima    | Tyrrell 020        | Honda RA101E 3.5 V10     | P      |
| Braun Tyrrell Honda               | 04  | Stefano Modena     | Tyrrell 020        | Honda RA101E 3.5 V10     | P      |
| Canon Williams Team               | 05  | Nigel Mansell      | Williams FW14      | Renault RS3 3.5 V10      | G      |
| Canon Williams Team               | 06  | Riccardo Patrese   | Williams FW14      | Renault RS3 3.5 V10      | G      |
| Motor Racing Developments         | 07  | Martin Brundle     | Brabham BT60Y      | Yamaha OX99 3.5 V12      | P      |
| Motor Racing Developments         | 08  | Mark Blundell      | Brabham BT60Y      | Yamaha OX99 3.5 V12      | P      |
| Footwork Grand Prix International | 09  | Michele Alboreto   | Footwork FA12B     | Ford Cosworth DFR 3.5 V8 | G      |
| Footwork Grand Prix International | 10  | Alex Caffi         | Footwork FA12B     | Ford Cosworth DFR 3.5 V8 | G      |
| Team Lotus                        | 11  | Mika Häkkinen      | Lotus 102B         | Judd EV 3.5 V8           | G      |
| Team Lotus                        | 12  | Michael Bartels    | Lotus 102B         | Judd EV 3.5 V8           | G      |
| Fondmetal                         | 14  | Olivier Grouillard | Fondmetal GR01     | Ford Cosworth DFR 3.5 V8 | G      |
| Leyton House Racing               | 15  | Maurício Gugelmin  | Leyton House CG911 | Ilmor 2175A 3.5 V10      | G      |
| Leyton House Racing               | 16  | Ivan Capelli       | Leyton House CG911 | Ilmor 2175A 3.5 V10      | G      |
| AGS Racing                        | 17  | Gabriele Tarquini  | AGS JH25B          | Ford Cosworth DFR 3.5 V8 | G      |
| AGS Racing                        | 18  | Fabrizio Barbazza  | AGS JH25B          | Ford Cosworth DFR 3.5 V8 | G      |
| Camel Benetton Ford               | 19  | Roberto Moreno     | Benetton B191      | Ford Cosworth HB5 3.5 V8 | P      |
| Camel Benetton Ford               | 20  | Nelson Piquet      | Benetton B191      | Ford Cosworth HB5 3.5 V8 | P      |
| BMS Scuderia Italia               | 21  | Emanuele Pirro     | Dallara 191        | Judd GV 3.5 V10          | P      |
| BMS Scuderia Italia               | 22  | JJ Lehto           | Dallara 191        | Judd GV 3.5 V10          | P      |
| Minardi Team                      | 23  | Pierluigi Martini  | Minardi M191       | Ferrari 037 3.5 V12      | G      |
| Minardi Team                      | 24  | Gianni Morbidelli  | Minardi M191       | Ferrari 037 3.5 V12      | G      |
| Ligier Gitanes                    | 25  | Thierry Boutsen    | Ligier JS35B       | Lamborghini 3512 3.5 V12 | G      |
| Ligier Gitanes                    | 26  | Érik Comas         | Ligier JS35B       | Lamborghini 3512 3.5 V12 | G      |
| Scuderia Ferrari SpA              | 27  | Alain Prost        | Ferrari 643        | Ferrari 037 3.5 V12      | G      |
| Scuderia Ferrari SpA              | 28  | Jean Alesi         | Ferrari 643        | Ferrari 037 3.5 V12      | G      |
| Larrousse F1                      | 29  | Éric Bernard       | Lola LC91          | Ford Cosworth DFR 3.5 V8 | G      |
| Larrousse F1                      | 30  | Aguri Suzuki       | Lola LC91          | Ford Cosworth DFR 3.5 V8 | G      |
| Coloni Racing                     | 31  | Pedro Chaves       | Coloni C4          | Ford Cosworth DFR 3.5 V8 | G      |
| Team 7Up Jordan                   | 32  | Bertrand Gachot    | Jordan 191         | Ford Cosworth HB4 3.5 V8 | G      |
| Team 7Up Jordan                   | 33  | Andrea de Cesaris  | Jordan 191         | Ford Cosworth HB4 3.5 V8 | G      |
| Modena Team                       | 34  | Nicola Larini      | Lambo 291          | Lamborghini 3512 3.5 V12 | G      |
| Modena Team                       | 35  | Eric van de Poele  | Lambo 291          | Lamborghini 3512 3.5 V12 | G      |

## Klassifikationen

### Qualifying
| Pos. | Fahrer             | Konstrukteur       | Vorqualifikation | Vorqualifikation  | 1. Qualifikationstraining | 1. Qualifikationstraining | 2. Qualifikationstraining | 2. Qualifikationstraining | Start |
| Pos. | Fahrer             | Konstrukteur       | Zeit             | Ø-Geschwindigkeit | Zeit                      | Ø-Geschwindigkeit         | Zeit                      | Ø-Geschwindigkeit         | Start |
| ---- | ------------------ | ------------------ | ---------------- | ----------------- | ------------------------- | ------------------------- | ------------------------- | ------------------------- | ----- |
| 01   | Nigel Mansell      | Williams-Renault   | –                | –                 | 1:37,467                  | 251,236 km/h              | 1:37,087                  | 252,219 km/h              | 01    |
| 02   | Ayrton Senna       | McLaren-Honda      | –                | –                 | 1:38,208                  | 249,340 km/h              | 1:37,274                  | 251,734 km/h              | 02    |
| 03   | Gerhard Berger     | McLaren-Honda      | –                | –                 | 1:37,946                  | 250,007 km/h              | 1:37,393                  | 251,427 km/h              | 03    |
| 04   | Riccardo Patrese   | Williams-Renault   | –                | –                 | 1:38,146                  | 249,498 km/h              | 1:37,435                  | 251,318 km/h              | 04    |
| 05   | Alain Prost        | Ferrari            | –                | –                 | 1:39,422                  | 246,296 km/h              | 1:39,034                  | 247,261 km/h              | 05    |
| 06   | Jean Alesi         | Ferrari            | –                | –                 | 1:39,391                  | 246,372 km/h              | 1:39,042                  | 247,241 km/h              | 06    |
| 07   | Andrea de Cesaris  | Jordan-Ford        | –                | –                 | 1:40,387                  | 243,928 km/h              | 1:40,239                  | 244,288 km/h              | 07    |
| 08   | Nelson Piquet      | Benetton-Ford      | –                | –                 | 1:40,560                  | 243,508 km/h              | 1:40,878                  | 242,741 km/h              | 08    |
| 09   | Roberto Moreno     | Benetton-Ford      | –                | –                 | 1:41,968                  | 240,146 km/h              | 1:40,957                  | 242,551 km/h              | 09    |
| 10   | Pierluigi Martini  | Minardi-Ferrari    | –                | –                 | 1:40,998                  | 242,452 km/h              | 1:41,373                  | 241,555 km/h              | 10    |
| 11   | Bertrand Gachot    | Jordan-Ford        | –                | –                 | 1:41,443                  | 241,389 km/h              | 1:41,308                  | 241,710 km/h              | 11    |
| 12   | Ivan Capelli       | Leyton House-Ilmor | –                | –                 | 1:42,025                  | 240,012 km/h              | 1:41,330                  | 241,658 km/h              | 12    |
| 13   | Satoru Nakajima    | Tyrrell-Honda      | –                | –                 | 1:41,515                  | 241,218 km/h              | 1:41,390                  | 241,515 km/h              | 13    |
| 14   | Stefano Modena     | Tyrrell-Honda      | –                | –                 | 1:41,566                  | 241,096 km/h              | 1:41,952                  | 240,184 km/h              | 14    |
| 15   | Martin Brundle     | Brabham-Yamaha     | 1:42,810         | 238,179 km/h      | 1:42,294                  | 239,381 km/h              | 1:41,615                  | 240,980 km/h              | 15    |
| 16   | Maurício Gugelmin  | Leyton House-Ilmor | –                | –                 | –                         | –                         | 1:41,735                  | 240,696 km/h              | 16    |
| 17   | Thierry Boutsen    | Ligier-Lamborghini | –                | –                 | 1:41,823                  | 240,488 km/h              | 1:41,929                  | 240,238 km/h              | 17    |
| 18   | Emanuele Pirro     | Dallara-Judd       | –                | –                 | 1:42,021                  | 240,021 km/h              | 1:42,672                  | 238,499 km/h              | 18    |
| 19   | Gianni Morbidelli  | Minardi-Ferrari    | –                | –                 | 1:42,132                  | 239,760 km/h              | 1:42,058                  | 239,934 km/h              | 19    |
| 20   | JJ Lehto           | Dallara-Judd       | –                | –                 | 1:42,171                  | 239,669 km/h              | 1:42,708                  | 238,416 km/h              | 20    |
| 21   | Mark Blundell      | Brabham-Yamaha     | 1:44,257         | 234,873 km/h      | 1:43,414                  | 236,788 km/h              | 1:42,216                  | 239,563 km/h              | 21    |
| 22   | Aguri Suzuki       | Lola-Ford          | –                | –                 | 1:45,037                  | 233,129 km/h              | 1:42,474                  | 238,960 km/h              | 22    |
| 23   | Mika Häkkinen      | Lotus-Judd         | –                | –                 | 1:44,816                  | 233,621 km/h              | 1:42,726                  | 238,374 km/h              | 23    |
| 24   | Nicola Larini      | Lambo-Lamborghini  | –                | –                 | 1:44,596                  | 234,112 km/h              | 1:43,035                  | 237,659 km/h              | 24    |
| 25   | Éric Bernard       | Lola-Ford          | –                | –                 | 1:43,797                  | 235,914 km/h              | 1:43,321                  | 237,001 km/h              | 25    |
| 26   | Érik Comas         | Ligier-Lamborghini | –                | –                 | 1:43,803                  | 235,901 km/h              | 1:43,364                  | 236,903 km/h              | 26    |
| DNQ  | Michele Alboreto   | Footwork-Ford      | 1:44,034         | 235,377 km/h      | 1:44,362                  | 234,637 km/h              | 1:43,409                  | 236,800 km/h              | –     |
| DNQ  | Michael Bartels    | Lotus-Judd         | –                | –                 | 1:46,409                  | 230,123 km/h              | 1:43,624                  | 236,308 km/h              | –     |
| DNQ  | Gabriele Tarquini  | AGS-Ford           | 1:43,939         | 235,592 km/h      | 1:43,787                  | 235,937 km/h              | 1:43,918                  | 235,640 km/h              | –     |
| DNQ  | Eric van de Poele  | Lambo-Lamborghini  | –                | –                 | 1:44,489                  | 234,352 km/h              | 1:44,207                  | 234,986 km/h              | –     |
| DNPQ | Olivier Grouillard | Fondmetal-Ford     | 1:44,645         | 234,003 km/h      | –                         | –                         | –                         | –                         | –     |
| DNPQ | Alex Caffi         | Footwork-Ford      | 1:45,282         | 232,587 km/h      | –                         | –                         | –                         | –                         | –     |
| DNPQ | Fabrizio Barbazza  | AGS-Ford           | 1:46,604         | 229,702 km/h      | –                         | –                         | –                         | –                         | –     |
| DNPQ | Pedro Chaves       | Coloni-Ford        | 1:47,546         | 227,690 km/h      | –                         | –                         | –                         | –                         | –     |

### Rennen
| Pos. | Fahrer            | Konstrukteur       | Runden | Stopps | Zeit        | Start | Schnellste Runde |
| ---- | ----------------- | ------------------ | ------ | ------ | ----------- | ----- | ---------------- |
| 01   | Nigel Mansell     | Williams-Renault   | 45     | 1      | 1:19:29,661 | 01    | 1:43,745         |
| 02   | Riccardo Patrese  | Williams-Renault   | 45     | 1      | + 13,779    | 04    | 1:43,569         |
| 03   | Jean Alesi        | Ferrari            | 45     | 0      | + 17,618    | 06    | 1:44,395         |
| 04   | Gerhard Berger    | McLaren-Honda      | 45     | 1      | + 32,651    | 03    | 1:43,970         |
| 05   | Andrea de Cesaris | Jordan-Ford        | 45     | 0      | + 1:17,537  | 07    | 1:45,403         |
| 06   | Bertrand Gachot   | Jordan-Ford        | 45     | 0      | + 1:40,605  | 11    | 1:44,991         |
| 07   | Ayrton Senna      | McLaren-Honda      | 44     | 1      | DNF         | 02    | 1:44,213         |
| 08   | Roberto Moreno    | Benetton-Ford      | 44     | 0      | + 1 Runde   | 09    | 1:46,387         |
| 09   | Thierry Boutsen   | Ligier-Lamborghini | 44     | 0      | + 1 Runde   | 17    | 1:47,266         |
| 10   | Emanuele Pirro    | Dallara-Judd       | 44     | 0      | + 1 Runde   | 18    | 1:47,032         |
| 11   | Martin Brundle    | Brabham-Yamaha     | 43     | 0      | + 2 Runden  | 15    | 1:46,549         |
| 12   | Mark Blundell     | Brabham-Yamaha     | 43     | 0      | + 2 Runden  | 21    | 1:46,964         |
| 13   | Stefano Modena    | Tyrrell-Honda      | 41     | 0      | + 4 Runden  | 14    | 1:46,264         |
| –    | Alain Prost       | Ferrari            | 37     | 1      | DNF         | 05    | 1:44,059         |
| –    | Ivan Capelli      | Leyton House-Ilmor | 36     | 0      | DNF         | 12    | 1:46,067         |
| –    | JJ Lehto          | Dallara-Judd       | 35     | 0      | DNF         | 20    | 1:47,097         |
| –    | Nelson Piquet     | Benetton-Ford      | 27     | 0      | DNF         | 08    | 1:46,680         |
| –    | Satoru Nakajima   | Tyrrell-Honda      | 26     | 0      | DNF         | 13    | 1:49,125         |
| –    | Érik Comas        | Ligier-Lamborghini | 22     | 0      | DNF         | 26    | 1:47,516         |
| –    | Maurício Gugelmin | Leyton House-Ilmor | 21     | 0      | DNF         | 16    | 1:49,307         |
| –    | Mika Häkkinen     | Lotus-Judd         | 19     | 0      | DNF         | 23    | 1:49,790         |
| –    | Aguri Suzuki      | Lola-Ford          | 15     | 0      | DNF         | 22    | 1:49,723         |
| –    | Gianni Morbidelli | Minardi-Ferrari    | 14     | 0      | DNF         | 19    | 1:49,359         |
| –    | Pierluigi Martini | Minardi-Ferrari    | 11     | 0      | DNF         | 10    | 1:48,431         |
| –    | Éric Bernard      | Lola-Ford          | 9      | 0      | DNF         | 25    | 1:50,573         |
| –    | Nicola Larini     | Lambo-Lamborghini  | 0      | 0      | DNF         | 24    | –                |

## WM-Stände nach dem Rennen
Die ersten sechs des Rennens bekamen 10, 6, 4, 3, 2 bzw. 1 Punkt(e).

### Fahrerwertung
| Pos. | Fahrer            | Konstrukteur     | Punkte |
| ---- | ----------------- | ---------------- | ------ |
| 01   | Ayrton Senna      | McLaren-Honda    | 51     |
| 02   | Nigel Mansell     | Williams-Renault | 43     |
| 03   | Riccardo Patrese  | Williams-Renault | 28     |
| 04   | Alain Prost       | Ferrari          | 21     |
| 05   | Gerhard Berger    | McLaren-Honda    | 19     |
| 06   | Nelson Piquet     | Benetton-Ford    | 18     |
| 07   | Jean Alesi        | Ferrari          | 12     |
| 08   | Stefano Modena    | Tyrrell-Honda    | 9      |
| 09   | Andrea de Cesaris | Jordan-Ford      | 9      |
| 10   | Roberto Moreno    | Benetton-Ford    | 5      |
| 11   | JJ Lehto          | Dallara-Judd     | 4      |
| 12   | Bertrand Gachot   | Jordan-Ford      | 4      |
| 13   | Pierluigi Martini | Minardi-Ferrari  | 3      |
| 14   | Mika Häkkinen     | Lotus-Judd       | 2      |
| 15   | Satoru Nakajima   | Tyrrell-Honda    | 2      |
| 16   | Aguri Suzuki      | Lola-Ford        | 1      |
| 17   | Julian Bailey     | Lotus-Judd       | 1      |

| Pos. | Fahrer             | Konstrukteur           | Punkte |
| ---- | ------------------ | ---------------------- | ------ |
| 18   | Emanuele Pirro     | Dallara-Judd           | 1      |
| 19   | Éric Bernard       | Lola-Ford              | 1      |
| 20   | Thierry Boutsen    | Ligier-Lamborghini     | 0      |
| 21   | Gianni Morbidelli  | Minardi-Ferrari        | 0      |
| 22   | Maurício Gugelmin  | Leyton House-Ilmor     | 0      |
| 23   | Nicola Larini      | Lambo-Lamborghini      | 0      |
| 24   | Érik Comas         | Ligier-Lamborghini     | 0      |
| 25   | Mark Blundell      | Brabham-Yamaha         | 0      |
| 26   | Gabriele Tarquini  | AGS-Ford               | 0      |
| 27   | Eric van de Poele  | Lambo-Lamborghini      | 0      |
| 28   | Johnny Herbert     | Lotus-Judd             | 0      |
| 29   | Martin Brundle     | Brabham-Yamaha         | 0      |
| –    | Ivan Capelli       | Leyton House-Ilmor     | 0      |
| –    | Michele Alboreto   | Footwork-Ford/-Porsche | 0      |
| –    | Stefan Johansson   | Footwork-Ford/-Porsche | 0      |
| –    | Olivier Grouillard | Fondmetal-Ford         | 0      |

### Konstrukteurswertung
| Pos. | Konstrukteur     | Punkte |
| ---- | ---------------- | ------ |
| 01   | Williams-Renault | 71     |
| 02   | McLaren-Honda    | 70     |
| 03   | Ferrari          | 33     |
| 04   | Benetton-Ford    | 23     |
| 05   | Jordan-Ford      | 13     |
| 06   | Tyrrell-Honda    | 11     |
| 07   | Dallara-Judd     | 5      |
| 08   | Minardi-Ferrari  | 3      |
| 09   | Lotus-Judd       | 3      |

| Pos. | Konstrukteur           | Punkte |
| ---- | ---------------------- | ------ |
| 10   | Lola-Ford              | 2      |
| 11   | Ligier-Lamborghini     | 0      |
| 12   | Leyton House-Ilmor     | 0      |
| 13   | Lambo-Lamborghini      | 0      |
| 14   | Brabham-Yamaha         | 0      |
| 15   | AGS-Ford               | 0      |
| –    | Footwork-Porsche/-Ford | 0      |
| –    | Fondmetal-Ford         | 0      |